# Femmes de Sade
Femmes de Sade és una pel·lícula de violació i venjança per a adults de 1976 dirigida per Alex de Renzy.
La pel·lícula mostra les aventures paral·leles de Rocky de Sade (Ken Turner) i Johny (John Leslie). Rocky de Sade és un exconvicte de 2 m 10 cm que aterroritza les prostitutes de San Francisco, mentre que en Johny és un treballador de la botiga sexual. que té fantasies sexuals. Les històries dels dos personatges es troben en l'última escena, la festa sexual. A la festa Rocky de Sade és encadenat al terra, on és orinat i defecat per les prostitutes en venjança pel tractament que li van fer.
El 1988, la pel·lícula va ser una de les primeres a ser incorporada al XRCO Hall of Fame.